# Cigadung (Cigugur)
Cigadung is een bestuurslaag in het regentschap Kuningan van de provincie West-Java, Indonesië. Cigadung telt 6284 inwoners (volkstelling 2010).